# 伊那節

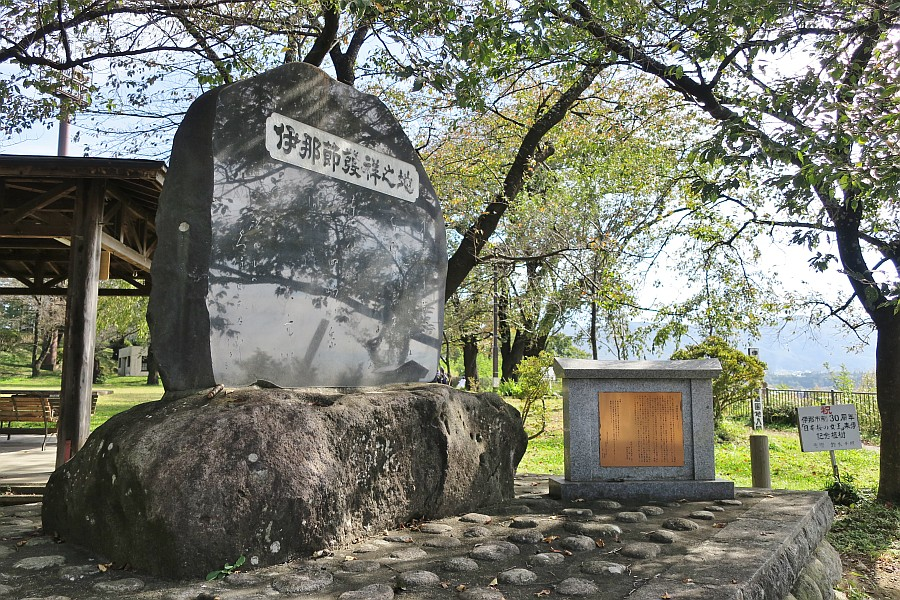
伊那公園に建つ「伊那節発祥之地」の碑

伊那節（いなぶし）は長野県伊那谷地方に伝わる民謡。

## 概要
発生は古く、木曽御嶽山の山容を謳った山岳信仰の歌が、伊那谷の馬方に歌い継がれ、次第に宗教的色彩を失い、現在の伊那市を中心に座敷唄として歌われるようになった。
明治41年（1908年）に長野市で開催された1府10県共進会に「おんたけ山節」として紹介され、大正4年（1915年）に飯田の「南信新聞」が主体となった「伊那風景探勝会」が、天竜川下りの観光宣伝のため、「伊那節」の題名で新たに歌詞を募集し、「天竜下れば」や「桑の中から」が代表的な歌詞として知られるようになった。
大正15年（1926年）に伊那で「正調伊那節競技会」が開かれたことを契機に伊那節保存会が発足。戦後、ラジオやテレビの普及によって、木曽節や小諸馬子唄、安曇節に並ぶ、信州を代表する民謡となった。

## 代表的な歌詞
【上伊那】

ハァーアー　木曽へ木曽へと　つけ出す米は　　アオヤ

伊那や高遠の　伊那や高遠の　余り米(御蔵米) 　  アソリャコイアバヨ

ハァーアー　東、仙丈　 西、駒ヶ岳　   アオヤ

間を流るる　間を流るる　天竜川　  アソリャコイアバヨ

ハァーアー　　わしが在所の　 伊那路の春は　   アオヤ

峰に白雪 　峰に白雪　　里に花 　  アソリャコイアバヨ

ハァーアー　　諏訪の湖水を　 鏡にかけて　  アオヤ

雪で化粧する　 雪で化粧する　お月さん　   アソリャコイアバヨ

ハァーアー　　伊那は夕焼け　 高遠は小焼け　  アオヤ

明日は日和か　 明日は日和か　　繭売ろか　  アソリャコイアバヨ

ハァーアー　　信州名物　　数ある中で 　 アオヤ

忘れしゃんすな　　忘れしゃんすな　　伊那節を　  アソリャコイアバヨ

ハァーアー　　わしが心と　 御嶽山の　  アオヤ

峰の氷は　 峰の氷は　　いつ溶ける　  アソリャコイアバヨ

【下伊那】

ハァーアー　天竜下れば　 しぶきにぬれる(しぶきがかかる)　 アオヤ

持たせやりたや　 持たせやりたや　　檜笠　　アソリャコイアバヨ

ハァーアー　私しゃ伊那谷　　谷間の娘　　アオヤ

蚕怖がる　　蚕怖がる　　子は産まぬ　　アソリャコイアバヨ

ハァーアー　桑の中から　 小唄がもれる　　アオヤ

小唄聞きたや　 小唄聞きたや　　顔見たや　アソリャコイアバヨ

ハァーアー　遥かむこうの　赤石山に　　アオヤ

雪が見えます　　雪が見えます　　初雪が　　アソリャコイアバヨ

ハァーアー　天竜下ろか　神坂を越そか　　アオヤ

ここが思案の　　ここが思案の　　二本松　　アソリャコイアバヨ